# Израилтяни
Израилтяните (на иврит: בני ישראל, „Синове на Израил“) са група семитски народи, обитаващи Ханаан през желязната епоха. Наименованието често се използва като взаимно заменимо с Дванайсетте израилски племена. Групата на евреите включва израилтяните, заедно с техните потомци и непосредствените им предшественици.
Израилтяните включват потомците на библейския патриарх Яков (наричан и с прозвището Израил) или по-общо последователите на тяхната племенна религия – яхвизма. В XI век пр. Хр. израилтяните създават централизирана монархия, която през следващите столетия се дезинтегрира. „Израилтяни“ продължават да наричат жителите на северното Израилско царство, а след неговото падане етнонимът „израилтяни“ постепенно започва да се използва главно в исторически контекст.